# Sánchez (ort)
Sánchez är en ort i Dominikanska republiken.   Den ligger i provinsen Samaná, i den östra delen av landet, 90 km norr om huvudstaden Santo Domingo. Sánchez ligger 25 meter över havet och antalet invånare är 11 365.
Terrängen runt Sánchez är kuperad åt nordost, men åt sydväst är den platt. Havet är nära Sánchez åt sydost.  Sánchez är det största samhället i trakten. 